# Chuhe
Chuhe (kinesiska: 褚河, 褚河乡) är en socken i Kina. Den ligger i provinsen Henan, i den centrala delen av landet, omkring 73 kilometer söder om provinshuvudstaden Zhengzhou. Antalet invånare är 64276. Befolkningen består av 30 813 kvinnor och 33 463 män. Barn under 15 år utgör 19,0 %, vuxna 15-64 år 70 %, och äldre över 65 år 9,0 %.
Genomsnittlig årsnederbörd är 710 millimeter. Den regnigaste månaden är juli, med i genomsnitt 149 mm nederbörd, och den torraste är januari, med 4 mm nederbörd.